# Alpen-Steintäschel
Das Alpen-Steintäschel (Aethionema saxatile), auch Felsen-Steintäschel genannt, ist eine Pflanzenart aus der Gattung Steintäschel (Aethionema) innerhalb der Familie der Kreuzblütengewächse (Brassicaceae). Es kommt unter anderem auch in den Alpen vor.

## Beschreibung

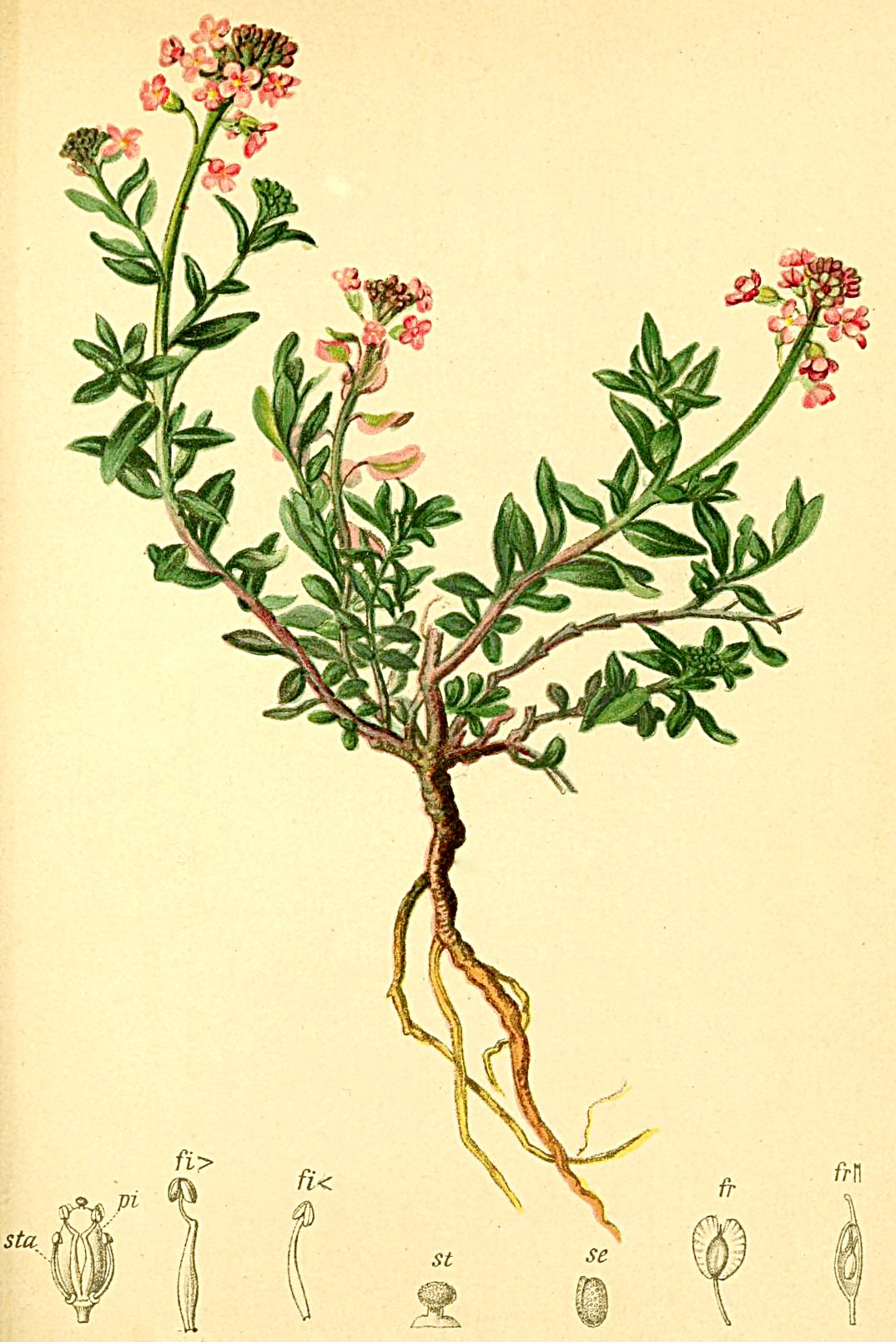
Illustration aus Atlas der Alpenflora

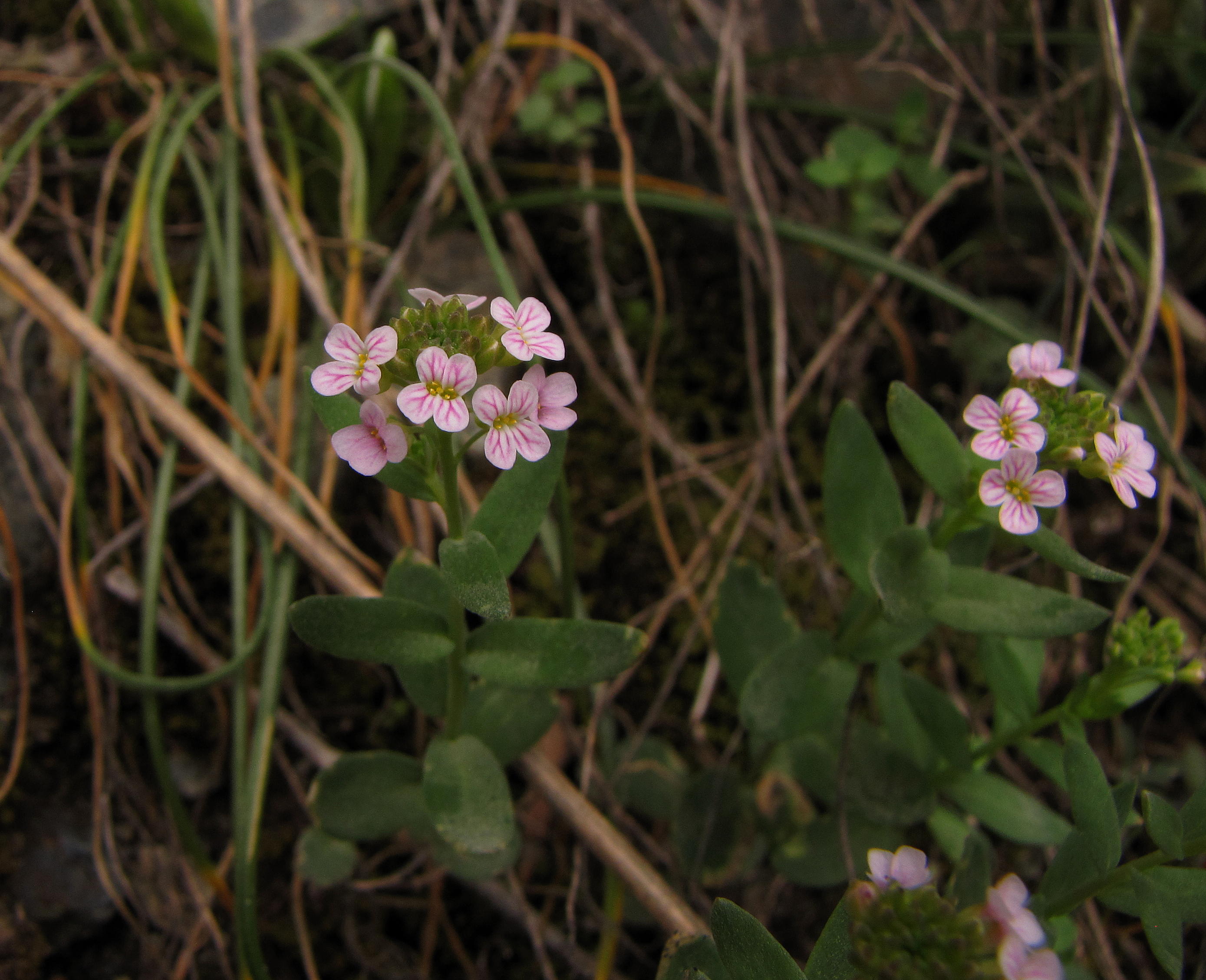
Blühende Exemplare

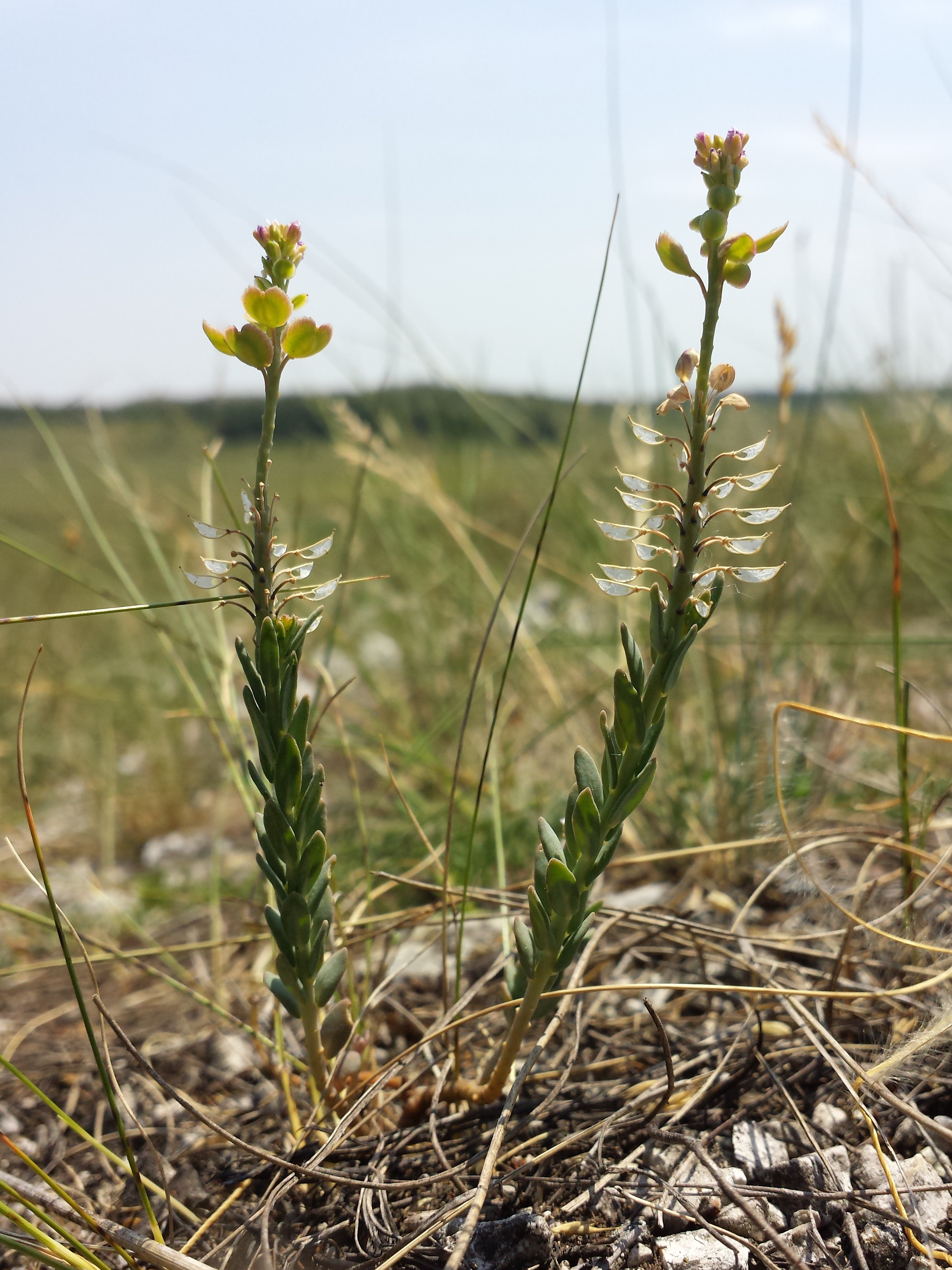
Fruchtende Exemplare

### Vegetative Merkmale
Das Alpen-Steintäschel wächst als überwinternd grüne, ausdauernde krautige Pflanze, die Wuchshöhen von 5 bis 20 Zentimetern erreicht. Der aufsteigende bis aufrechte und kahle Stängel ist einfach oder verzweigt. Es wird keine Blattrosette gebildet.
Die wechselständig am Stängel verteilt angeordneten Laubblätter sind sitzend. Die einfache, dickliche, bläulich-grün bereifte und ganzrandige Blattspreite ist bei einer Länge von 5 bis 20 Millimetern schmal bis breit lanzettlich.

### Generative Merkmale
Die Blütezeit erstreckt sich von April bis Juli. Die Blüten stehen in einem anfangs dichten, doldentraubigen Blütenstand zusammen; bis zur Fruchtreife streckt sich die Blütenstandsachse.
Die zwittrigen Blüten sind vierzählig mit doppelter Blütenhülle und weisen einen Durchmesser von 3 bis 6 Millimeter auf. Die vier eiförmigen Kelchblätter haben einen weißen oder rötlichen, zuweilen undeutlichen Hautrand. Die vier lila- bis rosafarbenen, rötlichen oder weißen Blütenkronblätter sind bei einer Länge von 2 bis 4 Millimetern verkehrt-eiförmig bis spatelig und am oberen Ende gerundet. Die Staubblätter sind paarweise zusammenneigend und an der Innenseite geflügelt.
Der Fruchtstand ist locker traubig. Es gibt zwei Fruchttypen. Auf bogig abstehendem Stiel befinden sich Schötchen bei einer Länge von 5 bis 7 Millimetern und einer Breite von 4 bis 5 Millimetern rundlich und ringsum breit geflügelt und oben ausgerandet sind. Neben normalen Schötchen kommen auf geradem, aufrechtem Stiel bei einer Länge von 3 Millimetern eiförmige mit nur einem Samen vor.
Die Chromosomenzahl beträgt 2n = 24 oder 48.

## Ökologie
Beim Alpen-Steintäschel handelt es sich um einen Chamaephyten.

## Vorkommen
Das Verbreitungsgebiet der Art Aethionema saxatile umfasst Südeuropa und das südliche Mitteleuropa, außerdem Nordafrika und die Türkei.
In Mitteleuropa findet man das Alpen-Steintäschel selten am Oberlauf der Isar, in den Nördlichen Kalkalpen vom Ostrand bis Nordtirol; dann erst wieder in Savoyen; in den Südalpen tritt sie besonders zerstreut in deren Ostketten auf. In den Zentralalpen findet man sie selten. Das Alpen-Steintäschel gedeiht am besten in Höhenlagen von  500 bis 1800 Metern. In Tirol wurde es auch bei 1900 Meter Meereshöhe beobachtet.
Das Alpen-Steintäschel braucht feinerdearme, steinige Böden, die kalkhaltig sein sollen. Es besiedelt frische, noch in Bewegung befindliche Gesteinsschutthalden und Gerölle, geht aber auch in Felsspalten. Es ist eine Charakterart der Klasse Thlaspietea rotundifolii und kommt besonders im Chondrilletum chondrilloidis aus dem Verband Epilobion fleischeri, aber auch in Pflanzengesellschaften des Verbands Stipion calamagrostis vor.
Die ökologischen Zeigerwerte nach Landolt & al. 2010 sind in der Schweiz für Aethionema saxatile  subsp. saxatile: Feuchtezahl F = 1 (sehr trocken), Lichtzahl L = 4 (hell), Reaktionszahl R = 4 (neutral bis basisch), Temperaturzahl T = 4 (kollin), Nährstoffzahl N = 2 (nährstoffarm), Kontinentalitätszahl K = 5 (kontinental).

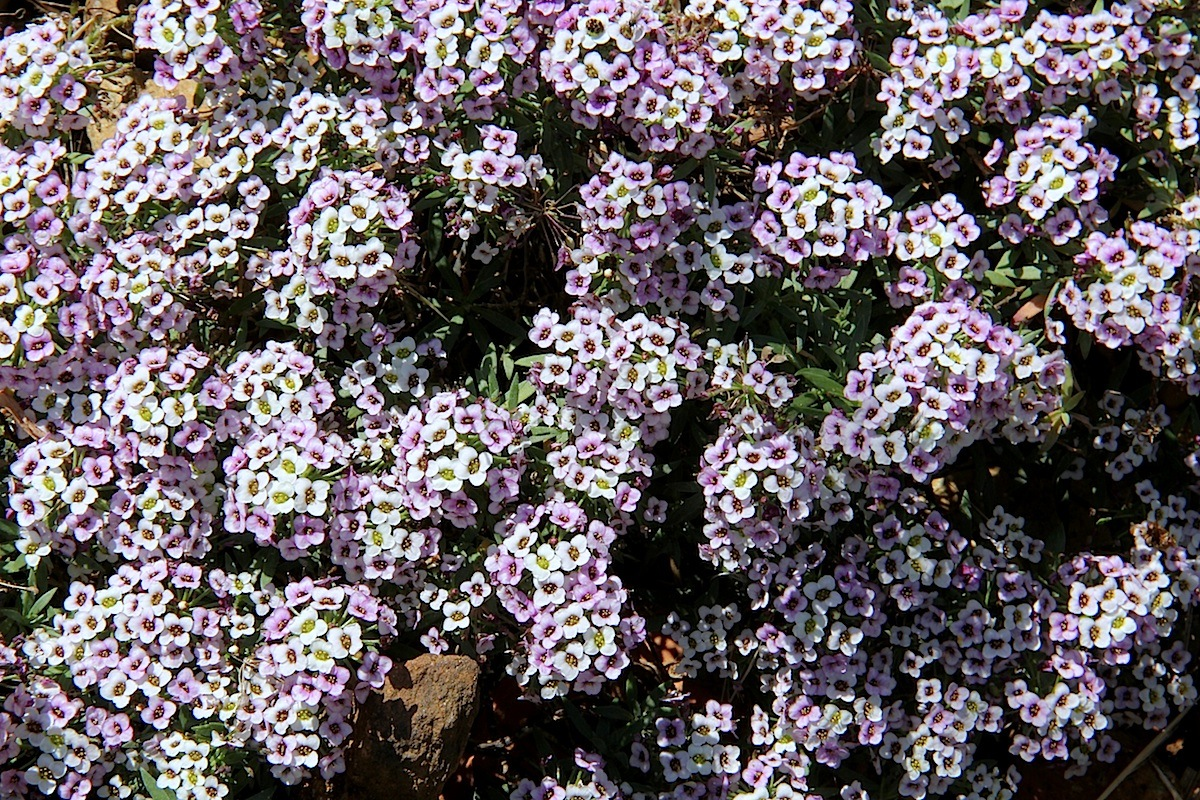
Aethionema saxatile subsp. creticum

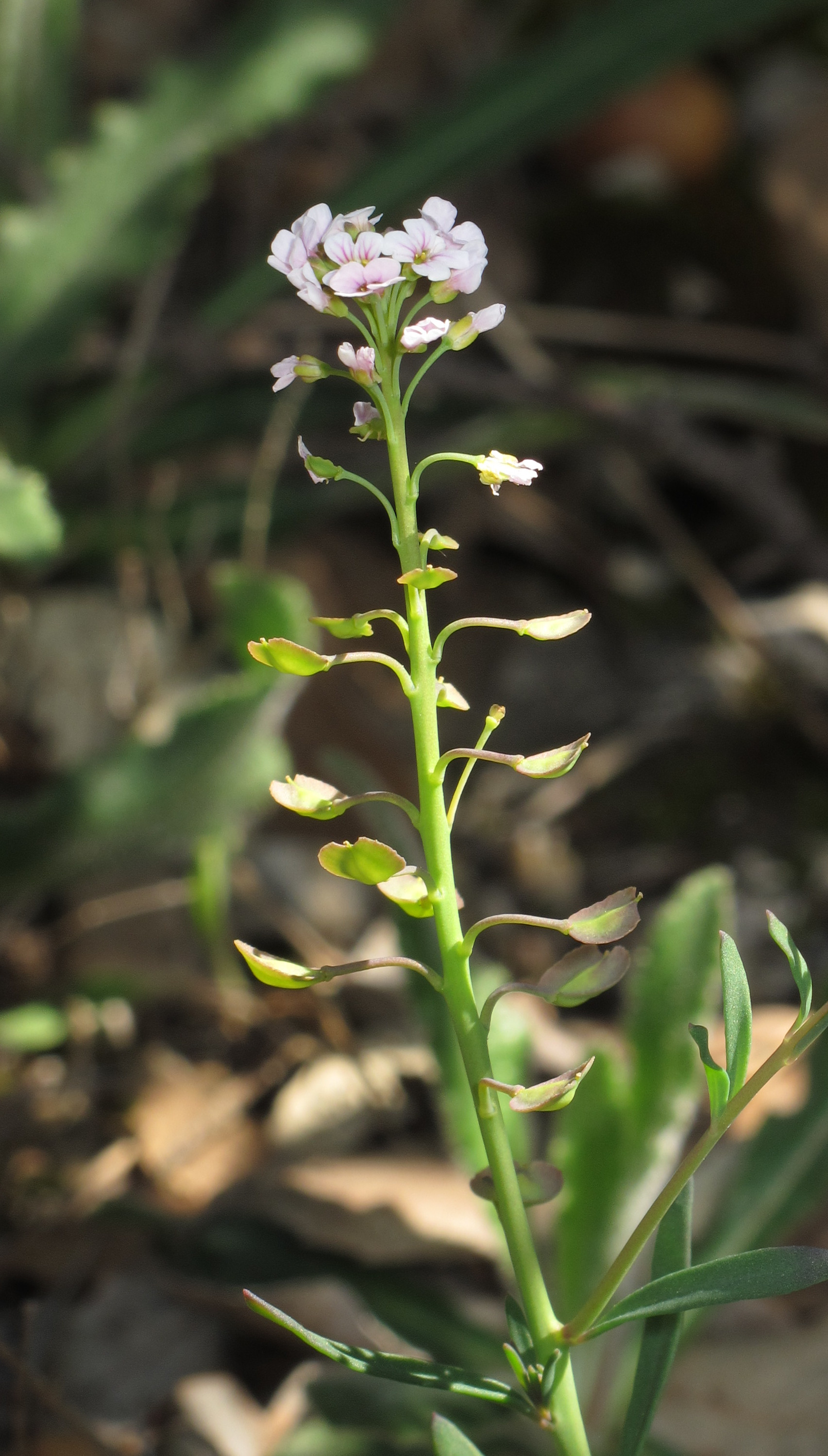
Aethionema saxatile subsp. saxatile

## Taxonomie und Systematik
Das Alpen-Steintäschel wurde 1753 von Carl von Linné in Species Plantarum Band 2, Seite 646 als Thlaspi saxatile erstbeschrieben. Die Art wurde 1812 von William Townsend Aiton in Hortus Kewensis, ed. 2, Band 4, Seite 80 als Aethionema saxatile (L.) W.T.Aiton in die Gattung Aethionema gestellt.
In Europa gliedert sich die Art Aethionema saxatile in folgende Unterarten:
- Aethionema saxatile subsp. athoum (Griseb.) Hayek: Sie kommt in Albanien, Serbien, Nordmazedonien, Griechenland, Bulgarien und in der Türkei vor.[5]
- Aethionema saxatile subsp. corinthiacum Kit Tan, Vold, Zarkos & V.Christodoulou: Sie kommt in Griechenland vor.[5]
- Aethionema saxatile subsp. creticum (Boiss. & Heldr.) I.A.Andersson, Carlström, Franzén, Karlén & H.Nybom: Sie kommt in Griechenland, Kreta, in der Ägäis und in der Türkei vor.[5] Die Chromosomenzahl beträgt 2n = 24.[6]
- Aethionema saxatile subsp. graecum (Boiss. & Spruner) Hayek (Syn.: Aethionema saxatile subsp. oreophilum I.A.Andersson, Carlström, Franzén, Karlén & H.Nybom): Sie kommt in Albanien, Nordmazedonien, Griechenland, Bulgarien, Kreta, in der Ägäis und in der Türkei vor.[5]
- Aethionema saxatile subsp. latifolium H. Lindb. f.: Sie kommt nur in Marokko vor.[5]
- Aethionema saxatile subsp. ovalifolium (DC.) Nyman: Sie kommt in Spanien, Frankreich und in Sardinien vor.[5] Die Chromosomenzahl beträgt 2n = 24.[6]
- Aethionema saxatile subsp. rhodopaeum (D. K. Pavlova) Constantin.: Sie kommt in Bulgarien und in Griechenland vor.[5]
- Aethionema saxatile (L.) W.T.Aiton subsp. saxatile: Sie kommt in Algerien, Frankreich, Deutschland, in der Schweiz, in Italien, Sardinien, Sizilien, Österreich, in der Slowakei, in Slowenien, Kroatien, Bosnien-Herzegowina, Montenegro, Albanien, Nordmazedonien, Bulgarien und Rumänien vor.[5]
- Aethionema saxatile subsp. scopulorum (Ronniger) I.A.Andersson, Carlström, Franzén, Karlén & H.Nybom: Dieser Endemit kommt nur in der Nähe von Dubrovnik in Kroatien und in Bosnien-Herzegowina vor.[5]